# ايتان فوكس
ايتان فوكس (بالإنجليزية: Eytan Fox) (و. 1964  م) هو مخرج أفلام، ومنتج أفلام، وكاتب سيناريو أمريكي، ولد في نيويورك.

## التعليم
تعلم في جامعة تل أبيب.

## وصلات خارجية
- ايتان فوكس على موقع IMDb (الإنجليزية)
- ايتان فوكس على موقع ألو سيني (الفرنسية)
- ايتان فوكس على موقع أول موفي (الإنجليزية)
- ايتان فوكس على موقع قاعدة بيانات الأفلام السويدية (السويدية)
- ايتان فوكس على موقع قاعدة بيانات الفيلم (الإنجليزية)
- ايتان فوكس على موقع كينوبويسك (الروسية)